# Crevette banane
Fenneropenaeus merguiensis
Espèce
La crevette banane (Fenneropenaeus merguiensis syn. non admis par ITIS Penaeus merguiensis) est une espèce de crevettes de la famille des Penaeidae. Cette espèce est originaire de l'océan Indien et de l'est de l'océan Pacifique. On la trouve depuis le golfe Persique jusqu'à l'Australie.
C'est une crevette de grande taille (jusqu'à 24 cm) qui vit en mer en eaux peu profondes (de 10 à 45 m de profondeur) sur des fonds vaseux.
C'est une espèce d'une importance économique certaine, tant par la pêche, notamment aux Philippines et en Malaisie, que par l'élevage, en particulier en Thaïlande. Commercialement, elle est proche de la crevette blanche des Indes.
La crevette banane se nourrit de zooplancton et a pour prédateurs des poissons, des cétacés et des oiseaux.